# رودبار
 رودبار  (بالفارسية: دهستان رودبار )، قرية كبيرة تتبع لـبلدة روئيدر (بالفارسية: بخش رويدر ) من توابع مدينة خمير وتقع في محافظة هرمزگان في جنوب إيران. تقع هذه القرية على بعد كيلومترين شرقي قرية کرویة رویدر

## حدود قرية رودبار
حدود قرية رودبار: من الشمال منطقة (تنك دالان)، ومن الجنوب (جبل)، ومن الغرب كنجي، ومن الشرق تنتهي بـقرية تقی خان.

## السكان
يبلغ عدد سكان هذه القرية حسب تعداد السكان لعام 2006 للميلاد، (3079) نسمه، من أهل السنة والجماعة وعلى المذهب الشافعي. يتكلون الفارسية باللهجة المحلية، لهم مدارس: ابتدائية، والاعدادية، والثانوية وكذلك بها بعض البرك لحفظ مياه ألأمطار، ومكتب لتحفيظ القرآن الكريم، وعيادة صحية صغيرة، وشبكة الماء الكهرباء،. كذلك بها أراضي شاسعة لزراعة القمح والشعير، ومزارع النخيل.

## وصلات خارجية
- التقسيمات الادارية لمحافظة هرمزگان نسخة محفوظة 23 نوفمبر 2006 على موقع واي باك مشين.